# Soi Dao (huyện)
Soi Dao (tiếng Thái: สอยดาว) là một huyện (‘‘amphoe’’) ở phía bắc của tỉnh Chanthaburi, phía đông Thái Lan.

## Lịch sử
Chính quyền đã lập tiểu huyện (King Amphoe) Soi Dao ngày 1 tháng 1 năm 1988 từ sự chia tách 5 tambon từ Pong Nam Ron. Tiểu huyện đã được nâng thành huyện ngày 9 tháng 5 năm 1992.

## Địa lý
Các huyện giáp ranh (từ phía nam theo chiều kim đồng hồ) là Pong Nam Ron, Khao Khitchakut, Kaeng Hang Maeo của tỉnh Chanthaburi, Wang Sombun và Khlong Hat of Sa Kaeo Province. Phía đông là tỉnh Battambang của Campuchia.

## Hành chính
Huyện này được chia thành 5 phó huyện (tambon), các đơn vị này lại được chia thành 68 làng (muban). Sai Khao là một thị trấn (thesaban tambon) which nằm trên một phần của tambon Sai Khao and Pa Tong. Ngoài ra có 5 tổ chức hành chính tambon (TAO).
| Số TT | Tên          | Tên tiếng Thái | Số làng | Dân số |  |
| ----- | ------------ | -------------- | ------- | ------ |  |
| 1.    | Patong       | ปะตง           | 11      | 14.902 |  |
| 2.    | Thung Khanan | ทุ่งขนาน         | 16      | 10.362 |  |
| 3.    | Thap Chang   | ทับช้าง          | 16      | 15.840 |  |
| 4.    | Sai Khao     | ทรายขาว        | 13      | 12.474 |  |
| 5.    | Saton        | สะตอน          | 12      | 8.762  |  |